# バラブリッジの戦い
バラブリッジの戦い（バラブリッジのたたかい、英語: Battle of Boroughbridge）は1322年3月16日、イングランド王エドワード2世と反乱貴族の間、ヨーク北西のバラブリッジで戦われた戦闘。エドワード2世とランカスター伯トマスの対立の頂点であったこの戦闘はランカスター伯の敗北と処刑に終わり、エドワード2世はその後5年間王権の強化に成功した。
この戦闘自体はスコットランド独立戦争と無関係だったが、イングランド人がスコットランド人との戦いで学んだ戦術を内戦に応用した形となっている。騎兵の代わりに歩兵とロングボウを重要視したことは軍事戦術の発展の重要な一歩となった。

## 背景
エドワード2世は父のエドワード1世と子のエドワード3世と比べて、弱く優柔不断であり、その治世は外征の失敗と内乱に彩られた。多くの貴族が王と対立し、そのリーダー格がトマス・オブ・ランカスターであった。ランカスター伯はエドワード2世の従兄であり、当時王に次いで国内で2番目に金持ちだった。貴族たちは1311年条例と呼ばれる規制で王権を制限しようとしたが、1310年代が終わる頃にはエドワード2世が王権を取り戻した。エドワード2世がヒュー・ル・ディスペンサーとその同名の息子を寵愛したことで問題はさらに大きくなった。
1319年、対スコットランド戦の敗戦で王とランカスター伯が決裂した。翌年、ランカスター伯は王が招集した議会への出席を拒否、同年王はローマ教皇ヨハネス22世に1311年条例が課した義務を免除された。この頃、ウェールズ辺境領ではディスペンサーとヘレフォード伯ハンフリー・ド・ブーンの間で継承紛争が起きた。ランカスター伯は1321年に不平貴族の会議を2回開催した。3月に自らの居城であったポンテフラクト城で、6月にシェルバーン＝イン＝エルメットで行われた会議にはイングランド北部の貴族および辺境伯、そしてランカスター伯の家臣たちが参加したが、北部の貴族は援助に消極的だった。辺境伯の反乱と内戦の危機を前にして、エドワード2世は（子の方の）ディスペンサーを追放したが、数週間後に呼び戻している。
主導権を奪取したエドワード2世は北へ移動した。ランカスター伯は11月にドンカスターで再び会議を開催、またスコットランド王ロバート1世と同盟した。1322年1月、エドワード2世がセヴァーン川を渡って辺境伯数人を降伏させたがランカスター伯側に目立った動きはなかった。バートンブリッジの戦いを経て王軍がトレント川を越えると、ランカスター伯は北へ逃走した。3月16日、ランカスター軍はユア河畔のバラブリッジに着き、そこでランカスター伯の秘書ロバート・デ・ホランドがランカシャーで招集した軍と合流しようとした。そこにアンドリュー・ハークレイの王軍が駆けつけた。ハークレイはスコットランドとの戦争を経歴した歴戦の軍人であり、彼はカンバーランドやウェストモーランドで軍隊を徴募した。

## 戦闘
ランカスター伯がバラブリッジの町に到着したとき、ハークレイはすでに渡河用の橋を占拠していた。反乱軍が700人程度の騎士や武装した者しかいないのに対し、王軍には約4千人の兵士がいた。ランカスター伯は最初に交渉しようとしたがハークレイに拒否された。他に渡河できる現実味のある方法もなく、さらに王軍が南から迫っていたので、反乱軍には戦うという選択肢しかなかった。戦闘自体は短く一方的なものであった。
ハークレイは歩兵を使って橋を北から占拠した。近くの洗い越しにも一軍を置いたが、当時の記録ではこの洗い越しの場所を記録していない。槍兵はシルトロン陣形をとっていたが、これはスコットランドとの戦争で学んだ戦術だった。この陣形の対騎兵戦術としての効果が戦いで証明された。反乱軍は2つの縦隊に分かれた。1つはヘレフォード伯とロジャー・ド・クリフォードが率いる歩兵で橋に向かって進撃し、もう1つはランカスター伯率いる騎兵で洗い越しを渡ろうとした。年代記のブルートによる画像付きの説明では、ヘレフォード伯が橋を渡っているとき、橋の下に隠れている槍兵が槍を上に突き、槍がヘレフォード伯の肛門を貫いた結果彼は死亡した。クリフォードも重傷を負い、縦隊は混乱に陥った。ランカスター伯の縦隊も弓兵の激しい射撃により洗い越しに着く前に撤退を余儀なくされた。この戦闘は対騎兵戦術としてロングボウ使用した戦闘の中では早期であり、後のイングランドの軍事的成功に大きく貢献した。
ランカスター伯はハークレイと停戦を協議し、町へ撤退した。ハークレイは停戦を守って追撃しなかったが、多くの反乱軍はその夜逃亡した。次の朝ヨークシャー州長官のサー・サイモン・ウォード（英語: Sir Simon Warde）が増援を連れて南から現れた。軍の規模を大きく上回られ、撤退も不可能だったランカスター伯はハークレイに降伏した。

## その後

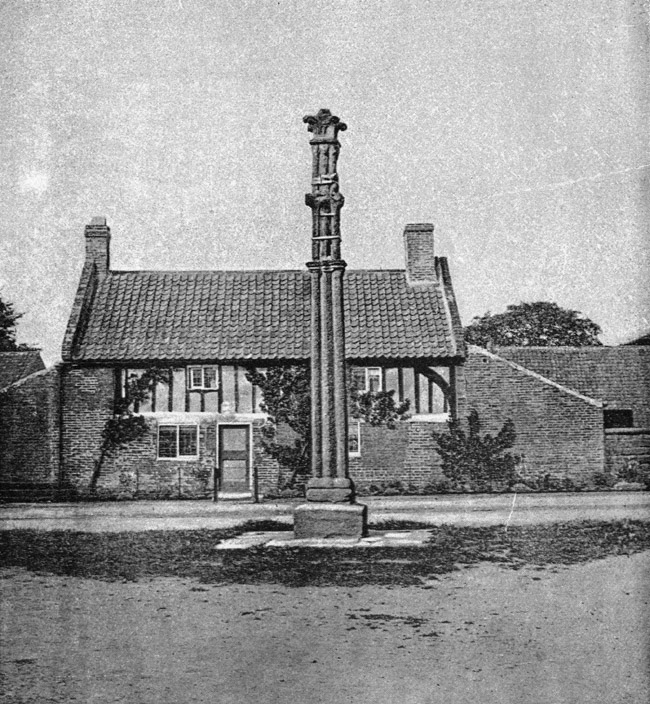
戦場近くのアルドバラにあるバラブリッジの戦いの記念像

ランカスター伯はすでに王の手に落ちたポンテフラクト城に連れていかれ、見せしめの裁判ののち、貴族の集まりの前で死刑を宣告された。1322年3月22日、ランカスター伯は城から引きずり出され、野次を飛ばしている群衆の前で斬首された。その後、彼を殉教者か聖人と見る人々が現れたが、ランカスター伯は生前特段敬虔だった様子はなく、この動きはエドワード2世に対する不満の反動と見られる。
約30人のランカスター伯支持者も処刑され、中にはクリフォードやモウブレー男爵も含まれていた。
アンドリュー・ハークレイはその忠誠と戦いぶりを評価され、3月15日にカーライル伯爵に叙され、毎年1,000マルクの収入を得られる領地を得た。しかし、ハークレイはランカスターの反乱軍には加担しなかったが、王への忠誠が揺るがないものでもなかった。スコットランド辺境地域長官でもあった彼は王の優柔不断さに痺れを切らし、スコットランド人と平和条約を締結した。この行動は反逆罪に当たるとされ、彼は1323年のはじめに首吊り・内臓抉り・四つ裂きの刑で処刑された。
戦後、エドワード2世の2人のディスペンサーへの依存が増し、2人は更に専横に振舞った。ロバート・デ・ホランド、ロジャー・モーティマー、ウィリアム・トゥルッセルなど処刑されなかったランカスター伯の支持者は恒常的に身に覚えのない罪を着され、囚われ、領地をディスペンサーに取り上げられた。モーティマーとトゥルッセルはパリに亡命してエドワード2世の別居中の妻イザベラ・オブ・フランスと合流した。イザベラは後にモーティマーの愛人になる。
1327年、イザベラとモーティマーはクーデターを起こし、エドワード2世を追放してその子のエドワード3世を即位させた。